# Momoko Kōchi

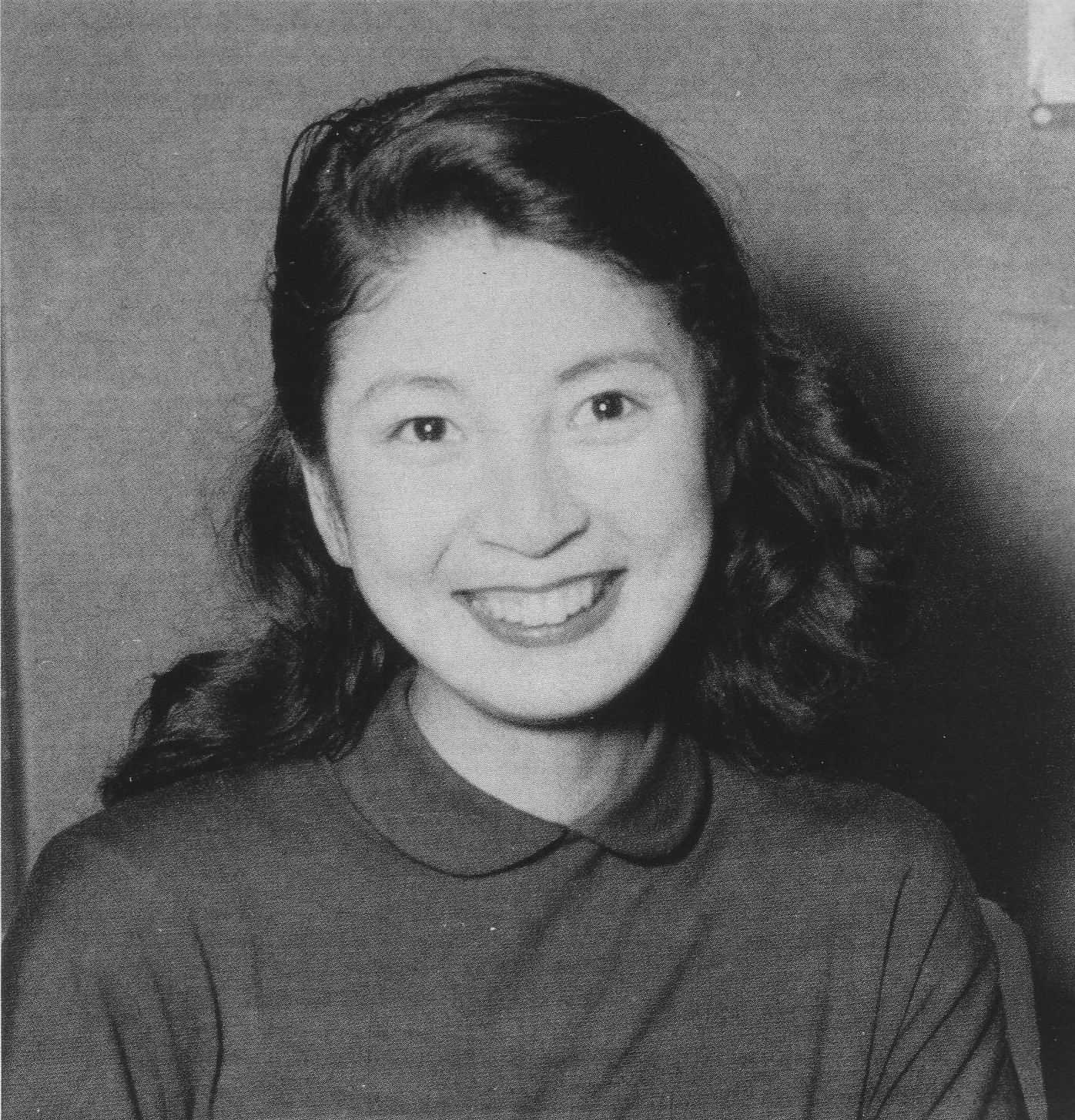
Momoko Kōchi, 1954

Momoko Kōchi (jap. 河内 桃子, Kōchi Momoko; eigentlich Momoko Ōkōchi (大河内 桃子, Ōkōchi Momoko); * 7. März 1932 in Taitō, Tokio; † 5. November 1998 in Shibuya, Tokio) war eine japanische Schauspielerin.

## Filmografie (Auswahl)
- 1954: Godzilla (ゴジラ, Gojira)
- 1955: Jūjin Yuki Otoko (獣人雪男)
- 1957: Waga Mune ni Niji wa Kiezu (わが胸に虹は消えず)
- 1957: Weltraumbestien (地球防衛軍, Chikyū Bōeigun)
- 1958: Ōatari Tanukigoten (大当たり狸御殿)
- 1995: Godzilla gegen Destoroyah (ゴジラvsデストロイア, Gojira vs Desutoroia)